# Tresteg för damer i friidrott vid olympiska sommarspelen 2016
Damernas tresteg vid olympiska sommarspelen 2016, i Rio de Janeiro i Brasilien avgjordes den 13-14 augusti på Estádio Olímpico João Havelange.

## Medaljörer
| Spel    | Guld                       | Silver                  | Brons                   |
| Tresteg | Caterine Ibargüen Colombia | Yulimar Rojas Venezuela | Olga Rypakova Kazakstan |

## Resultat

### Kval
| Placering | Grupp | Namn                    | Nationalitet            | #1    | #2    | #3    | Resultat | Noteringar |
| --------- | ----- | ----------------------- | ----------------------- | ----- | ----- | ----- | -------- | ---------- |
| 1         | B     | Caterine Ibargüen       | Colombia                | 14,52 |       |       | 14,52    | Q          |
| 2         | A     | Paraskevi Papachristou  | Grekland                | 13,83 | 14,43 |       | 14,43    | Q          |
| 3         | B     | Olga Rypakova           | Kazakstan               | 14,10 | 14,39 |       | 14,39    | Q          |
| 4         | B     | Kristin Gierisch        | Tyskland                | 13,97 | 13,81 | 14,26 | 14,26    | q          |
| 5         | A     | Kristiina Mäkelä        | Finland                 | 13,73 | 14,01 | 14,24 | 14,24    | q, PB      |
| 6         | B     | Kimberly Williams       | Jamaica                 | 14,19 | 14,03 | 14,22 | 14,22    | q          |
| 7         | A     | Yulimar Rojas           | Venezuela               | 14,21 | 13,79 | 12,89 | 14,21    | q          |
| 8         | A     | Hanna Knyazyeva-Minenko | Israel                  | x     | x     | 14,20 | 14,20    | q          |
| 9         | B     | Patrícia Mamona         | Portugal                | 13,80 | 14,07 | 14,18 | 14,18    | q          |
| 10        | B     | Anna Jagaciak-Michalska | Polen                   | 14,04 | 14,13 | x     | 14,13    | q          |
| 11        | A     | Susana Costa            | Portugal                | 13,70 | 13,72 | 14,12 | 14,12    | q          |
| 12        | B     | Keturah Orji            | USA                     | x     | 14,08 | x     | 14,08    | q          |
| 13        | A     | Jenny Elbe              | Tyskland                | 14,00 | 13,85 | 14,02 | 14,02    |            |
| 14        | A     | Shanieka Thomas         | Jamaica                 | 13,95 | 13,95 | 14,02 | 14,02    |            |
| 15        | B     | Christina Epps          | USA                     | 14,01 | x     | x     | 14,01    |            |
| 16        | A     | Elena Panțuroiu         | Rumänien                | 14,00 | x     | 13,68 | 14,00    |            |
| 17        | B     | Dana Velďáková          | Slovakien               | 13,74 | 13,98 | x     | 13,98    |            |
| 18        | B     | Olha Saladuha           | Ukraina                 | 13,77 | 13,97 | 13,61 | 13,97    |            |
| 19        | A     | Jeanine Assani Issouf   | Frankrike               | 13,51 | x     | 13,97 | 13,97    |            |
| 20        | A     | Yosiri Urrutia          | Colombia                | 13,67 | 13,95 | x     | 13,95    |            |
| 21        | A     | Andrea Geubelle         | USA                     | 13,67 | x     | 13,93 | 13,93    |            |
| 22        | B     | Gabriela Petrova        | Bulgarien               | x     | 13,50 | 13,92 | 13,92    |            |
| 23        | B     | Núbia Soares            | Brasilien               | x     | 13,81 | 13,85 | 13,85    |            |
| 24        | A     | Keila Costa             | Brasilien               | x     | 13,62 | 13,78 | 13,78    |            |
| 25        | A     | Liadagmis Povea         | Kuba                    | 13,60 | 13,63 | 13,55 | 13,63    |            |
| 26        | A     | Ruslana Tsychotska      | Ukraina                 | 13,16 | 13,19 | 13,63 | 13,63    |            |
| 27        | B     | Ana José Tima           | Dominikanska republiken | 13,61 | 13,59 | 13,28 | 13,61    |            |
| 28        | B     | Dariya Derkach          | Italien                 | 13,19 | 13,55 | 13,56 | 13,56    |            |
| 29        | B     | Jekaterina Ektova       | Kazakstan               | 13,38 | 13,31 | 13,51 | 13,51    |            |
| 30        | B     | Cristina Bujin          | Rumänien                | x     | x     | 13,38 | 13,38    |            |
| 31        | B     | Iryna Vaskouskaja       | Belarus                 | 12,85 | 13,35 | 13,23 | 13,35    |            |
| 32        | A     | Patricia Sarrapio       | Spanien                 | 13,35 | x     | x     | 13,35    |            |
| 33        | A     | Irina Ektova            | Kazakstan               | x     | 13,17 | 13,33 | 13,33    |            |
| 34        | B     | Li Xiaohong             | Kina                    | 13,30 | x     | 13,25 | 13,30    | SB         |
| 35        | A     | Natallia Viatkina       | Belarus                 | x     | 13,14 | 13,25 | 13,25    |            |
| 36        | B     | Joëlle Mbumi Nkouindjin | Kamerun                 | 13,11 | 12,33 | 12,58 | 13,11    |            |
| 37        | A     | Thea LaFond             | Dominica                | 12,82 | x     | x     | 12,82    |            |

### Final
| Placering | Namn                    | Nationalitet | #1    | #2    | #3    | #4               | #5               | #6               | Resultat | Noteringar |
| --------- | ----------------------- | ------------ | ----- | ----- | ----- | ---------------- | ---------------- | ---------------- | -------- | ---------- |
| 1         | Caterine Ibargüen       | Colombia     | 14,65 | 15,03 | 14,38 | 15,17            | 14,76            | 14,80            | 15,17    | SB         |
| 2         | Yulimar Rojas           | Venezuela    | 14,32 | x     | 14,87 | 14,98            | 14,66            | 14,95            | 14,98    |            |
| 3         | Olga Rypakova           | Kazakstan    | 14,73 | 14,49 | 14,52 | 14,20            | 14,74            | 14,58            | 14,74    | SB         |
| 4         | Keturah Orji            | USA          | 14,71 | x     | x     | 14,50            | 14,40            | 14,39            | 14,71    | NR         |
| 5         | Hanna Knyazyeva-Minenko | Israel       | 14,25 | 14,39 | 14,32 | 14,68            | x                | 14,33            | 14,68    | SB         |
| 6         | Patrícia Mamona         | Portugal     | 14,39 | 14,14 | 14,45 | 14,42            | 14,65            | 14,59            | 14,65    | NR         |
| 7         | Kimberly Williams       | Jamaica      | 14,33 | 14,48 | x     | 14,38            | x                | 14,53            | 14,53    |            |
| 8         | Paraskevi Papachristou  | Grekland     | 14,26 | 14,19 | x     | 14,04            | 13,99            | 13,81            | 14,26    |            |
| 9         | Susana Costa            | Portugal     | x     | x     | 14,12 | Gick inte vidare | Gick inte vidare | Gick inte vidare | 14,12    |            |
| 10        | Anna Jagaciak-Michalska | Polen        | 14,07 | x     | 13,84 | Gick inte vidare | Gick inte vidare | Gick inte vidare | 14,07    |            |
| 11        | Kristin Gierisch        | Tyskland     | 13,65 | 13,96 | x     | Gick inte vidare | Gick inte vidare | Gick inte vidare | 13,96    |            |
| 12        | Kristiina Mäkelä        | Finland      | x     | 13,95 | 13,70 | Gick inte vidare | Gick inte vidare | Gick inte vidare | 13,95    |            |